# Liste der Kulturdenkmäler in Darmstadt
Die folgende Liste enthält die in der Denkmaltopographie ausgewiesenen Kulturdenkmäler auf dem Gebiet  der  Stadt Darmstadt, Hessen.
Hinweis: Die Reihenfolge der Denkmäler in dieser Liste orientiert sich zunächst an Stadtteilen und anschließend der Anschrift, alternativ ist sie auch nach der Bezeichnung oder der Bauzeit sortierbar.
Kulturdenkmäler werden fortlaufend im Denkmalverzeichnis des Landes Hessen durch das Landesamt für Denkmalpflege Hessen auf Basis des Hessischen Denkmalschutzgesetzes (HDSchG) geführt. Die Schutzwürdigkeit eines Kulturdenkmals hängt nicht von der Eintragung in das Denkmalverzeichnis des Landes Hessen oder der Veröffentlichung in der Denkmaltopographie ab.

## Aufteilung
Wegen der großen Anzahl von Baudenkmälern wurde die Denkmalliste in Teillisten nach Stadtbereichen gemäß der Aufteilung der Denkmaltopographie untergliedert.
| Stadtbereich                                     | Liste        | Bild eines Denkmals                  |
| ------------------------------------------------ | ------------ | ------------------------------------ |
| Darmstadt Mitte                                  | Denkmalliste | Residenzschloss Ansicht von Süden    |
| Darmstadt Nord                                   | Denkmalliste | Schulinsel Diesterwegschule          |
| Darmstadt Süd                                    | Denkmalliste | Kavaliershaus des Bessunger Jagdhofs |
| Darmstadt West                                   | Denkmalliste | Waldfriedhof Ansicht von Süden       |
| Darmstadt Ost                                    | Denkmalliste | Mathildenhöhe Ansicht von Westen     |
| Arheilgen, Eberstadt, Kranichstein und Wixhausen | Denkmalliste | Jagdschloss Kranichstein             |